# Abendlied
Das Abendlied ist ein Gedichttypus aus dem Motivkreis  „Beendigung des Tages, Abend, Eintritt der Nacht“. Abendlieder sind häufig von einem besinnlichen, ruhigen, gelegentlich auch traurigen Ton gestimmt.  
Themen von Abendliedern sind neben den abendspezifischen Naturschönheiten wie Dämmerung, Mond und Sterne Reflexionen über das menschliche Leben, Bitte an Gott um Vergebung und den Segen für die Nacht, die häufig als Bedrohung empfunden wird. Gelegentlich finden sich auch Analogien des Tagesabends mit dem Lebensabend. Als eigenständige poetische Gattung wird das Abendlied ab dem Zeitalter der Reformation angesehen, obwohl es ältere (antike und christliche) Vorläufer hat. Ursprünglich stammen Abendlieder aus dem Kontext geistlicher Gesänge und können als religiöse Dichtungen angesehen werden; dennoch fanden mit der Zeit zunehmend volkstümliche Elemente Eingang in diese Gedichtform. Spätere Vertreter, wie etwa das Abendlied von Matthias Claudius, setzten diesen Kontrast zwischen religiösen und säkularen Traditionen teilweise gezielt als Stilmittel ein.
Abendlieder wurden oft vertont, die einfacheren Texte fanden als Gute-Nacht-Lieder Verbreitung.

## Bekannte Abendlieder
- Abendlied von Ernst Moritz Arndt („Der Tag ist nun vergangen“)
- Abendlied von Ludwig Achim von Arnim („Nun lasst uns singen das Abendlied“)
- Abendlied von Wolfgang Borchert („Warum, ach sag, warum geht nun die Sonne fort?“)
- Abendlied von Matthias Claudius („Der Mond ist aufgegangen“), vertont von
  - Johann Abraham Peter Schulz
  - Heinrich Isaac
  - Michael Haydn
  - Max Reger
- Abendlied eines Bauersmanns von Matthias Claudius („Das schöne große Tag-Gestirne“)
- Abendlied von Annette von Droste-Hülshoff („Der Tag ist eingenickt“)
- Abendlied von Agnes Franz, vertont von Friedrich Silcher („Wie könnt ich ruhig schlafen in dunkler Nacht“)
- Abendlied zu Gott von Christian Fürchtegott Gellert („Herr! Der du mir das Leben“), vertont von
  - Carl Philipp Emanuel Bach Wq. 194
  - Joseph Haydn Hob XXVc:9
- Abendlied von Paul Gerhardt, vertont von Heinrich Isaac („Nun ruhen alle Wälder“)
- Abendlied wenn man aus dem Wirtshaus geht von Johann Peter Hebel („Jetzt schwingen wir den Hut“)
- Abendlied von Johann Gottfried Herder („Und wenn sich einst die Seele schließt“)
- Abendlied von Hanns Dieter Hüsch („Schmetterling, kommt nach Haus“)
- Abendlied von Gottfried Keller („Augen, meine lieben Fensterlein“)
- Abendlied an die Natur von Gottfried Keller („Hüll' ein mich in die grünen Decken“)
- Abendlied von Friedrich Rückert („Ich stand auf Berges Halde“)
- Abendlied von Georg Trakl („Am Abend, wenn wir auf dunklen Pfaden gehn“)
- Abendlied von Johann Heinrich Voß („Das Tagewerk ist abgethan“)
- Abendsegen aus der Oper Hänsel und Gretel von Engelbert Humperdinck
- Abend wird es wieder von Hoffmann von Fallersleben, Melodie von Christian Heinrich Rinck
- Ade zur guten Nacht, Volkslied (eigentlich ein Abschiedslied, modern als Abendlied rezipiert)
- Bleib bei uns, denn es will Abend werden, die Bitte der Emmaus-Jünger (Lk 24,29 Lut), vertont von
  - Johann Sebastian Bach in der gleichnamigen Kantate BWV 6
  - Josef Rheinberger als Abendlied op. 69, Nr. 3
  - Albert Thate als Kanon
  - Gen Rosso (Resta con noi)
  - Jacques Berthier (Resta con noi)
  - Communauté de Taizé (Mane nobiscum)
- Die Blümelein, sie schlafen, Text und Melodiebearbeitung von Anton Wilhelm von Zuccalmaglio nach Zu Bethlehem geboren, spätes 16. Jahrhundert
- Die Sonne sinkt ins Meer von Sigurbjörn Einarsson, deutsche Fassung von Fritz Baltruweit (EG 149)
- Feieromd von Anton Günther (1903)
- Fremdlings Abendlied von Georg Philipp Schmidt von Lübeck („Ich komme vom Gebirge her“)
- Guten Abend, gut’ Nacht, vertont von Johannes Brahms
- Guter Mond, du gehst so stille, Volkslied
- Kein schöner Land in dieser Zeit, Text und Melodie von Anton Wilhelm von Zuccalmaglio
- Müde bin ich, geh zur Ruh von Luise Hensel
- Nun sich der Tag geendet von Gerhard Tersteegen
- O wie wohl ist mir am Abend, Kanon, gedruckt bei Karl Friedrich Schulz
- Rundumadum, österreichisches Volkslied von Johannes Hoffer (anhören)
- The day Thou gavest, Lord, is ended, englisches Abendlied, in mehreren Versionen in deutschen Gesangbüchern enthalten
- Wandrers Nachtlied („Über allen Gipfeln ist Ruh ...“) Johann Wolfgang von Goethe
- Weißt du, wie viel Sternlein stehen von Wilhelm Hey
- Wenn der Abend naht von Erik Martin
- Wer hat die schönsten Schäfchen von Hoffmann von Fallersleben, vertont von Johann Friedrich Reichardt

## Parodien
- Abendlied des Kammervirtuosen von Erich Kästner („Du meine neunte, letzte Sinfonie!“)

Besonders häufig parodiert wurde das bekannte Abendlied von Matthias Claudius’ „Der Mond ist aufgegangen“ (1779), welches er selbst nach Paul Gerhardts Nun ruhen alle Wälder (1647) verfasst hatte. Beispielsweise:
- Variation auf „Abendlied“ von Matthias Claudius (1961) von Peter Rühmkorf

## Belege
1. ↑  Werner Ross: Abendlieder. Wandlungen lyrischer Technik und lyrischen Ausdruckswillens. In: Germanisch-Romanische Monatsschrift. Band 36 = Neue Folge, Band 5, 1955, S. 297–310, hier S. 307.
2. ↑  Reiner Marx: Unberührte Natur, christliche Hoffnung und menschliche Angst – Die Lehre des Hausvaters in Claudius’ Abendlied. In: Gedichte und Interpretationen. Band 2: Karl Richter (Hrsg.): Aufklärung und Sturm und Drang (= Universal-Bibliothek. 7891). Stuttgart, Reclam 1984, ISBN 3-15-007891-1, S. 339–355, hier S. 342 f.